# فانی رودریگز
فانی رودریگز (انگلیسی: Fanny Rodríguez؛ زادهٔ ۲۹ ژانویهٔ ۱۹۹۰) بازیکن فوتبال اهل هندوراس است.
وی همچنین در تیم ملی فوتبال Honduras بازی کرده‌است.